# Stazione di Gotanda
La stazione di Gotanda (五反田駅?, Gotanda-eki) è una stazione ferroviaria di Tokyo. Si trova nel quartiere di Shinagawa.

## Linee

### Treni
JR East
■ Linea Yamanote
Tōkyū Corporation
● Linea Tōkyū Ikegami

### Metropolitana
Toei
 Linea Asakusa

## Struttura

### Stazione JR
La stazione è servita dalla linea Yamanote, con 2 binari totali serviti da una banchina centrale a isola. 
| 1 | ■ Linea Yamanote | per Shinagawa, Tokyo e Ueno      |
| 2 | ■ Linea Yamanote | per Shibuya, Shinjuku, Ikebukuro |

### Stazione Tōkyū
La stazione è il capolinea della linea Tōkyū Ikegami e i binari sono sopraelevati, sopra la linea Yamanote della JR East. 
| 1-2 | ● Linea Tōkyū Ikegami | per Hatanodai, Yukigaya-Ōtsuka e Kamata |

### Stazione metropolitana
La stazione sotterranea serve la linea Asakusa della metropolitana, con due binari e una banchina centrale a isola.
| 1 | Linea Asakusa |  | per Nishi-Magome                    |
| 2 | Linea Asakusa |  | per Sengakuji, Nihombashi e Oshiage |

## Stazioni adiacenti
| «                   | Servizio       | »              |
| Linea Yamanote      | Linea Yamanote | Linea Yamanote |
| ------------------- | -------------- | -------------- |
| Meguro              | -              | Ōsaki          |
| Linea Asakusa       |                |                |
| Togoshi             | -              | Takanawadai    |
| Linea Tōkyū Ikegami |                |                |
| Capolinea           | -              | Ōsaki-Hirokōji |